# Skeleton-Weltcup 2006/07
Der Skeleton-Weltcup 2006/07 begann am 27. November 2006 in Calgary/Kanada und endete am 24. Februar 2007 in Königssee/Deutschland. Den Unterbau bildeten der Europacup und der America’s Cup. Saisonhöhepunkt war die Weltmeisterschaft in St. Moritz; der letzte Weltcup in Königssee wurde zudem als Europameisterschaft gewertet.

## Einzelergebnisse der Weltcupsaison 2006/07
| 1. Weltcup in Calgary, 30. November 2006 | 1. Weltcup in Calgary, 30. November 2006 | 1. Weltcup in Calgary, 30. November 2006 | 1. Weltcup in Calgary, 30. November 2006 | 1. Weltcup in Calgary, 30. November 2006 |
| ---------------------------------------- | ---------------------------------------- | ---------------------------------------- | ---------------------------------------- | ---------------------------------------- |
| Disziplin                                | Erster Platz                             | Zweiter Platz                            | Dritter Platz                            |                                          |
| Frauen                                   | Katie Uhlaender                          | Maya Pedersen                            | Noelle Pikus-Pace                        |                                          |
| Männer                                   | Jeff Pain                                | Alexander Tretjakow                      | Jon Montgomery                           |                                          |

| 2. Weltcup in Park City, 7. Dezember 2006 | 2. Weltcup in Park City, 7. Dezember 2006 | 2. Weltcup in Park City, 7. Dezember 2006 | 2. Weltcup in Park City, 7. Dezember 2006 | 2. Weltcup in Park City, 7. Dezember 2006 |
| ----------------------------------------- | ----------------------------------------- | ----------------------------------------- | ----------------------------------------- | ----------------------------------------- |
| Disziplin                                 | Erster Platz                              | Zweiter Platz                             | Dritter Platz                             |                                           |
| Frauen                                    | Katie Uhlaender                           | Maya Pedersen                             | Michelle Kelly                            |                                           |
| Männer                                    | Zach Lund                                 | Jeff Pain                                 | Alexander Tretjakow                       |                                           |

| 3. Weltcup in Lake Placid, 15. Dezember 2006 | 3. Weltcup in Lake Placid, 15. Dezember 2006 | 3. Weltcup in Lake Placid, 15. Dezember 2006 | 3. Weltcup in Lake Placid, 15. Dezember 2006 | 3. Weltcup in Lake Placid, 15. Dezember 2006 |
| -------------------------------------------- | -------------------------------------------- | -------------------------------------------- | -------------------------------------------- | -------------------------------------------- |
| Disziplin                                    | Erster Platz                                 | Zweiter Platz                                | Dritter Platz                                |                                              |
| Frauen                                       | Katie Uhlaender                              | Noelle Pikus-Pace                            | Maya Pedersen                                |                                              |
| Männer                                       | Zach Lund                                    | Caleb Smith                                  | Eric Bernotas                                |                                              |

| 4. Weltcup in Nagano, 13. Januar 2007 | 4. Weltcup in Nagano, 13. Januar 2007 | 4. Weltcup in Nagano, 13. Januar 2007 | 4. Weltcup in Nagano, 13. Januar 2007 | 4. Weltcup in Nagano, 13. Januar 2007 |
| ------------------------------------- | ------------------------------------- | ------------------------------------- | ------------------------------------- | ------------------------------------- |
| Disziplin                             | Erster Platz                          | Zweiter Platz                         | Dritter Platz                         |                                       |
| Frauen                                | Katie Uhlaender                       | Michelle Steele                       | Courtney Yamada                       |                                       |
| Männer                                | Eric Bernotas                         | Zach Lund                             | Masaru Inada                          |                                       |

| 5. Weltcup in Igls, 19. Januar 2007 | 5. Weltcup in Igls, 19. Januar 2007 | 5. Weltcup in Igls, 19. Januar 2007 | 5. Weltcup in Igls, 19. Januar 2007 | 5. Weltcup in Igls, 19. Januar 2007 |
| ----------------------------------- | ----------------------------------- | ----------------------------------- | ----------------------------------- | ----------------------------------- |
| Disziplin                           | Erster Platz                        | Zweiter Platz                       | Dritter Platz                       |                                     |
| Frauen                              | Anja Huber                          | Katie Uhlaender                     | Michelle Steele                     |                                     |
| Männer                              | Alexander Tretjakow                 | Daniel Mächler                      | Gregor Stähli                       |                                     |

| 6. Weltcup in Cesana Pariol, 9. Februar 2007 | 6. Weltcup in Cesana Pariol, 9. Februar 2007 | 6. Weltcup in Cesana Pariol, 9. Februar 2007 | 6. Weltcup in Cesana Pariol, 9. Februar 2007 | 6. Weltcup in Cesana Pariol, 9. Februar 2007 |
| -------------------------------------------- | -------------------------------------------- | -------------------------------------------- | -------------------------------------------- | -------------------------------------------- |
| Disziplin                                    | Erster Platz                                 | Zweiter Platz                                | Dritter Platz                                |                                              |
| Frauen                                       | Kerstin Jürgens                              | Monique Riekewald                            | Noelle Pikus-Pace                            |                                              |
| Männer                                       | Zach Lund                                    | Eric Bernotas                                | Mirsad Halilovic                             |                                              |

| 7. Weltcup in Winterberg, 16. Februar 2007 | 7. Weltcup in Winterberg, 16. Februar 2007 | 7. Weltcup in Winterberg, 16. Februar 2007 | 7. Weltcup in Winterberg, 16. Februar 2007 | 7. Weltcup in Winterberg, 16. Februar 2007 |
| ------------------------------------------ | ------------------------------------------ | ------------------------------------------ | ------------------------------------------ | ------------------------------------------ |
| Disziplin                                  | Erster Platz                               | Zweiter Platz                              | Dritter Platz                              |                                            |
| Frauen                                     | Katie Uhlaender                            | Anja Huber                                 | Noelle Pikus-Pace                          |                                            |
| Männer                                     | Alexander Tretjakow                        | Mirsad Halilovic                           | Martins Dukurs                             |                                            |

| 8. Weltcup und Europameisterschaften in Königssee, 23.–24. Februar 2007 | 8. Weltcup und Europameisterschaften in Königssee, 23.–24. Februar 2007 | 8. Weltcup und Europameisterschaften in Königssee, 23.–24. Februar 2007 | 8. Weltcup und Europameisterschaften in Königssee, 23.–24. Februar 2007 | 8. Weltcup und Europameisterschaften in Königssee, 23.–24. Februar 2007 |
| ----------------------------------------------------------------------- | ----------------------------------------------------------------------- | ----------------------------------------------------------------------- | ----------------------------------------------------------------------- | ----------------------------------------------------------------------- |
| Disziplin                                                               | Erster Platz                                                            | Zweiter Platz                                                           | Dritter Platz                                                           |                                                                         |
| Frauen                                                                  | Anja Huber                                                              | Michelle Kelly                                                          | Noelle Pikus-Pace                                                       |                                                                         |
| Männer                                                                  | Zach Lund                                                               | Alexander Tretjakow                                                     | Markus Penz                                                             |                                                                         |

## Frauen

### Einzelwertung
| Rang | Pilotin             | Land                         | CAL | PAR | LAK | NAG | IGL | CES | WIN | KÖN | Punkte |
| ---- | ------------------- | ---------------------------- | --- | --- | --- | --- | --- | --- | --- | --- | ------ |
| 01.  | Katie Uhlaender     | Vereinigte Staaten           | 1   | 1   | 1   | 1   | 2   | 5   | 1   | 6   | 715    |
| 02.  | Noelle Pikus-Pace   | Vereinigte Staaten           | 3   | 6   | 2   | 6   | 4   | 3   | 3   | 3   | 600    |
| 03.  | Michelle Kelly      | Kanada                       | DSQ | 3   | 4   | –   | 3   | 10  | 15  | 2   | 389    |
| 04.  | Courtney Yamada     | Vereinigte Staaten           | 11  | 15  | 6   | 3   | 9   | 17  | 5   | 8   | 388    |
| 05.  | Maya Pedersen       | Schweiz                      | 2   | 2   | 3   | –   | 8   | –   | –   | 4   | 380    |
| 06.  | Kerstin Jürgens     | Deutschland                  | 8   | 9   | 12  | –   | 6   | 1   | 7   | 14  | 376    |
| 07.  | Amy Gough           | Kanada                       | 20  | 10  | 9   | 5   | 5   | 8   | 4   | 24  | 361    |
| 08.  | Anja Huber          | Deutschland                  | –   | –   | –   | –   | 1   | 4   | 2   | 1   | 360    |
| 09.  | Carla Pavan         | Kanada                       | 5   | 7   | 4   | –   | 7   | 6   | 20  | 13  | 354    |
| 10.  | Michelle Steele     | Australien                   | 9   | 8   | 14  | 2   | 13  | 13  | 14  | 11  | 350    |
| 11.  | Monique Riekewald   | Deutschland                  | 13  | 5   | 13  | –   | 11  | 2   | 9   | 20  | 321    |
| 12.  | Bree Schaaf Boyer   | Vereinigte Staaten           | 6   | 18  | 8   | 12  | 14  | 11  | 16  | 27  | 263    |
| 13.  | Amy Williams        | Vereinigtes Königreich       | 10  | 16  | 11  | –   | 19  | 19  | 6   | 10  | 243    |
| 14.  | Julia Eichhorn      | Deutschland                  | 12  | 20  | –   | –   | 18  | 7   | 10  | 5   | 234    |
| 15.  | Lindsay Alcock      | Kanada                       | 4   | 4   | 15  | –   | 20  | 9   | –   | –   | 228    |
| 16.  | Desirée Bjerke      | Norwegen                     | 21  | 17  | 7   | 8   | 15  | 12  | 22  | 22  | 228    |
| 17.  | Emma Lincoln-Smith  | Australien                   | 15  | 12  | 17  | 14  | 17  | 13  | 11  | 23  | 219    |
| 18.  | Melissa Hoar        | Australien                   | –   | –   | –   | 7   | 22  | 18  | 11  | 12  | 162    |
| 19.  | Jekaterina Mironowa | Russland                     | 14  | 19  | 19  | –   | 16  | –   | 8   | 21  | 154    |
| 20.  | Costanza Zanoletti  | Italien                      | 18  | 14  | 21  | –   | 12  | 15  | 18  | 26  | 152    |
| 21.  | Sarah Reid          | Kanada                       | –   | –   | –   | 4   | –   | –   | 13  | 9   | 148    |
| 22.  | Shelley Rudman      | Vereinigtes Königreich       | 16  | 12  | 10  | –   | 10  | –   | –   | –   | 144    |
| 23.  | Eiko Nakayama       | Japan                        | 22  | 22  | 18  | 10  | 25  | 22  | 25  | 16  | 134    |
| 24.  | Tanja Morel         | Schweiz                      | 7   | 11  | 16  | –   | 21  | –   | –   | –   | 132    |
| 25.  | Nozomi Komuro       | Japan                        | 25  | 23  | 23  | 9   | 24  | 21  | 21  | 28  | 110    |
| 26.  | Swetlana Trunowa    | Russland                     | –   | –   | 20  | 11  | –   | 20  | –   | 15  | 98     |
| 27.  | Anna Schewzowa      | Russland                     | 19  | –   | –   | 13  | –   | 16  | 19  | –   | 93     |
| 28.  | Jessica Kilian      | Schweiz                      | –   | –   | –   | –   | 28  | –   | –   | 7   | 58     |
| 29.  | Alexa Putnam        | Amerikanische Jungferninseln | 26  | 27  | 24  | –   | 27  | –   | 26  | 18  | 46     |
| 30.  | Donna Creighton     | Vereinigtes Königreich       | –   | –   | –   | –   | –   | –   | 17  | 17  | 44     |
| 31.  | Kati Klinzing       | Deutschland                  | 17  | 21  | –   | –   | –   | –   | –   | –   | 36     |
| 32.  | Louise Corcoran     | Neuseeland                   | 23  | 24  | 22  | –   | 26  | –   | –   | –   | 35     |
| 33.  | Barbara Hosch       | Schweiz                      | –   | –   | –   | –   | –   | 23  | –   | 19  | 28     |
| 34.  | Maho Katsuyama      | Japan                        | –   | –   | –   | 15  | –   | –   | –   | –   | 27     |
| 35.  | Maggie Davies       | Vereinigtes Königreich       | –   | –   | –   | –   | –   | –   | 23  | 25  | 16     |
| 35.  | Bella Sterlikowa    | Russland                     | –   | 25  | –   | –   | 23  | –   | –   | –   | 16     |
| 37.  | Teresita Bramante   | Italien                      | –   | –   | –   | –   | –   | 24  | 27  | 29  | 14     |
| 38.  | Kayako Tōjō         | Japan                        | 24  | 26  | –   | –   | –   | –   | –   | –   | 13     |
| 39.  | Tionette Stoddard   | Neuseeland                   | –   | –   | –   | –   | –   | –   | 24  | –   | 8      |

### Nationencup
| Rang | Land                         | Punkte |
| ---- | ---------------------------- | ------ |
| 1    | Vereinigte Staaten           | 451    |
| 2    | Kanada                       | 413    |
| 3    | Deutschland                  | 350    |
| 4    | Australien                   | 311    |
| 5    | Schweiz                      | 237    |
| 6    | Vereinigtes Königreich       | 230    |
| 7    | Russland                     | 218    |
| 8    | Japan                        | 163    |
| 9    | Norwegen                     | 124    |
| 10   | Italien                      | 106    |
| 11   | Amerikanische Jungferninseln | 38     |
| 12   | Neuseeland                   | 36     |

## Männer

### Einzelwertung
| Rang | Pilot                 | Land                   | CAL | PAR | LAK | NAG | IGL | CES | WIN | KÖN | Punkte |
| ---- | --------------------- | ---------------------- | --- | --- | --- | --- | --- | --- | --- | --- | ------ |
| 01.  | Zach Lund             | Vereinigte Staaten     | 5   | 1   | 1   | 2   | 5   | 1   | 13  | 1   | 653    |
| 02.  | Eric Bernotas         | Vereinigte Staaten     | 11  | 6   | 3   | 1   | 7   | 2   | 6   | 6   | 544    |
| 03.  | Alexander Tretjakow   | Russland               | 2   | 3   | 15  | –   | 1   | –   | 1   | 2   | 487    |
| 04.  | Markus Penz           | Österreich             | 12  | 7   | 7   | 10  | 4   | 12  | 8   | 3   | 424    |
| 05.  | Adam Pengilly         | Vereinigtes Königreich | 6   | 5   | 9   | 5   | 15  | 5   | 12  | 9   | 408    |
| 06.  | Jon Montgomery        | Kanada                 | 3   | 11  | 13  | –   | 8   | 10  | 4   | 16  | 338    |
| 07.  | Chris Hedquist        | Vereinigte Staaten     | 7   | 10  | 5   | 9   | 13  | 27  | 22  | 12  | 292    |
| 08.  | Jeff Pain             | Kanada                 | 1   | 2   | 4   | –   | 16  | –   | –   | –   | 284    |
| 09.  | Tomass Dukurs         | Lettland               | 17  | 25  | 12  | 7   | 17  | 17  | 9   | 4   | 278    |
| 10.  | Anthony Sawyer        | Vereinigtes Königreich | 25  | 17  | 16  | 4   | 12  | 7   | 10  | 20  | 271    |
| 11.  | Daniel Mächler        | Schweiz                | 8   | 13  | 8   | –   | 2   | 24  | 24  | 18  | 259    |
| 12.  | Martins Dukurs        | Lettland               | 18  | 23  | 24  | 15  | 9   | –   | 3   | 5   | 255    |
| 13.  | Masaru Inada          | Japan                  | 21  | 20  | 21  | 3   | 20  | 8   | 20  | 10  | 248    |
| 14.  | Kazuhiro Koshi        | Japan                  | 24  | 15  | 17  | 6   | 19  | 6   | 18  | 21  | 229    |
| 15.  | Mirsad Halilovic      | Deutschland            | –   | –   | –   | –   | –   | 3   | 2   | 10  | 212    |
| 16.  | Caleb Smith           | Vereinigte Staaten     | 9   | 24  | 2   | 13  | 24  | 22  | 26  | 25  | 207    |
| 17.  | Sergej Tschudinow     | Vereinigte Staaten     | 13  | 12  | –   | 14  | –   | 4   | 23  | 15  | 206    |
| 18.  | Frank Kleber          | Deutschland            | DSQ | 16  | 20  | –   | 14  | 15  | 11  | 7   | 191    |
| 19.  | Ben Sandford          | Neuseeland             | 16  | 13  | 6   | –   | 21  | –   | 15  | 14  | 188    |
| 20.  | Paul Boehm            | Kanada                 | 4   | –   | 10  | –   | 5   | 25  | –   | –   | 183    |
| 21.  | Gregor Stähli         | Schweiz                | 15  | 4   | –   | –   | 3   | –   | –   | –   | 177    |
| 22.  | Dirk Matschenz        | Niederlande            | 29  | 21  | 14  | 16  | 23  | 11  | 19  | 17  | 159    |
| 23.  | Matthias Guggenberger | Österreich             | –   | –   | –   | –   | 11  | –   | 7   | 8   | 144    |
| 24.  | Peter van Wees        | Niederlande            | 23  | 18  | 11  | 20  | 28  | 16  | 17  | 23  | 144    |
| 25.  | Kristan Bromley       | Vereinigtes Königreich | 20  | –   | –   | 8   | 10  | –   | –   | –   | 108    |
| 26.  | Matthias Biedermann   | Deutschland            | 19  | 8   | 18  | –   | 18  | –   | –   | –   | 108    |
| 27.  | Frank Rommel          | Deutschland            | –   | –   | –   | –   | 27  | –   | 5   | 12  | 105    |
| 28.  | Sebastian Haupt       | Deutschland            | 14  | 22  | –   | –   | 25  | –   | 14  | 28  | 81     |
| 29.  | Kelly Forbes          | Kanada                 | 10  | 19  | 25  | –   | 32  | 21  | –   | –   | 80     |
| 30.  | Michael Douglas       | Kanada                 | –   | –   | –   | 18  | –   | 9   | 25  | 26  | 76     |
| 31.  | Florian Grassl        | Deutschland            | 22  | 9   | 19  | –   | –   | –   | –   | –   | 75     |
| 32.  | Martin Brugger        | Österreich             | 26  | 28  | 27  | 21  | 29  | 18  | 27  | 19  | 70     |
| 33.  | Alberto Polacchi      | Italien                | 28  | 26  | 22  | –   | 25  | 14  | –   | 24  | 64     |
| 34.  | Alexander Mutowin     | Russland               | –   | –   | 23  | 12  | 22  | –   | –   | –   | 58     |
| 35.  | Shinsuke Tayama       | Japan                  | –   | –   | –   | 17  | 36  | 19  | 21  | 31  | 54     |
| 36.  | Maurizio Oioli        | Italien                | 33  | 29  | 33  | –   | 30  | 13  | 28  | 21  | 53     |
| 37.  | Andy Wood             | Vereinigtes Königreich | –   | –   | –   | –   | –   | 20  | 16  | 35  | 40     |
| 38.  | Keith Loach           | Kanada                 | –   | –   | –   | 11  | –   | –   | –   | –   | 39     |
| 39.  | Patrick Singleton     | Bermuda                | 31  | 32  | 34  | 19  | 34  | 28  | 31  | 32  | 21     |
| 40.  | Grégory Saint-Géniès  | Frankreich             | –   | –   | –   | –   | –   | 22  | 29  | 27  | 18     |
| 41.  | Masanori Inoue        | Japan                  | –   | 27  | 26  | –   | –   | –   | –   | –   | 9      |
| 42.  | Iain Roberts          | Neuseeland             | 27  | 30  | 29  | –   | 35  | –   | –   | 30  | 8      |
| 43.  | Ivo Pakalns           | Lettland               | –   | –   | –   | –   | –   | 26  | –   | –   | 5      |
| 44.  | Greg Kirk             | Vereinigtes Königreich | –   | –   | 27  | –   | –   | –   | –   | –   | 4      |
| 45.  | Ivan Pokos            | Kroatien               | –   | –   | –   | –   | –   | –   | –   | 29  | 2      |
| 45.  | Jewgeni Sykow         | Russland               | –   | –   | –   | –   | –   | 29  | –   | –   | 2      |
| 47.  | Eric Gaulin           | Österreich             | 30  | –   | 31  | –   | 31  | –   | –   | –   | 1      |
| 48.  | Nicola Drocco         | Italien                | –   | –   | –   | –   | –   | –   | 30  | –   | 1      |
| 48.  | Pascal Oswald         | Schweiz                | –   | –   | 30  | –   | –   | –   | –   | –   | 1      |
| 50.  | Patrick Shannon       | Irland                 | 34  | 31  | 32  | –   | 33  | –   | 32  | 34  | 0      |
| 51.  | Kōshun Tōjō           | Japan                  | 32  | –   | –   | –   | –   | –   | –   | –   | 0      |
| 52.  | Nicola Nimac          | Kroatien               | –   | –   | –   | –   | –   | –   | –   | 33  | 0      |

### Nationencup
| Rang | Land                   | Punkte |
| ---- | ---------------------- | ------ |
| 1    | Vereinigte Staaten     | 590    |
| 2    | Kanada                 | 493    |
| 3    | Vereinigtes Königreich | 489    |
| 4    | Russland               | 465    |
| 5    | Österreich             | 447    |
| 6    | Lettland               | 425    |
| 7    | Deutschland            | 413    |
| 8    | Japan                  | 407    |
| 9    | Niederlande            | 450    |
| 10   | Schweiz                | 302    |
| 11   | Italien                | 218    |
| 12   | Neuseeland             | 215    |
| 13   | Bermuda                | 87     |
| 14   | Irland                 | 50     |
| 15   | Frankreich             | 45     |
| 16   | Kroatien               | 20     |